# タイタス・アンドロニカス (バンド)
タイタス・アンドロニカス (Titus Andronicus) は、アメリカ・ニュージャージー州出身のパンク・ロック・バンド。シェイクスピアの戯曲タイタス・アンドロニカスからバンド名をとり2005年に結成された。

## 概要

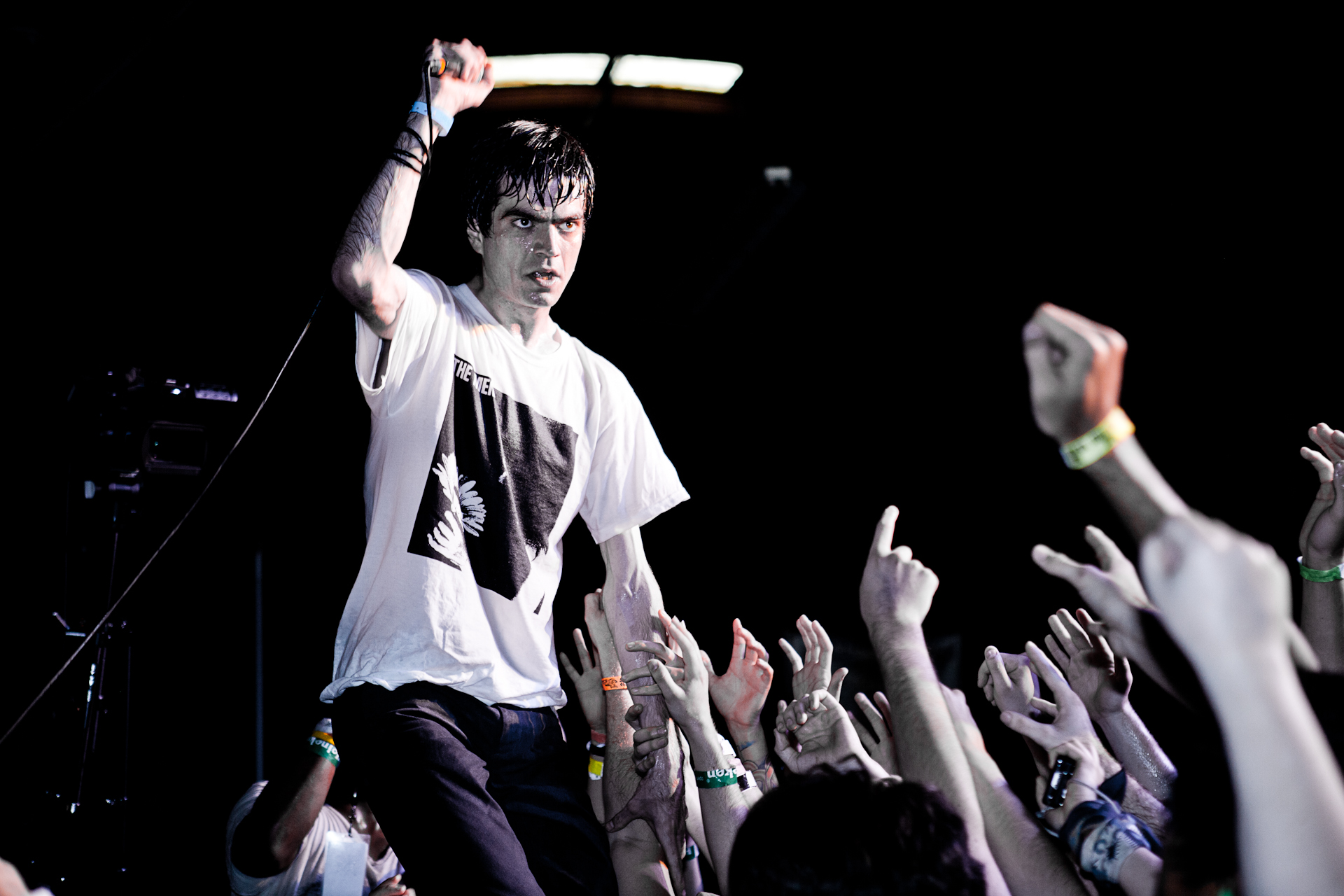
ライブで演奏するバンド（2012年）

2005年、アメリカ・ニュージャージーで結成。2008年、Troubleman Unlimited Recordsから1stアルバム『The Airing of Grievances』をリリースする。Neutral Milk HotelやPulpから影響を受けたという音楽性は「激しく雄大で恐れしらず」とピッチフォークなどインディーシーンから評価された。2009年、バンドはXLレコーディングスと契約を結び、1stアルバムが再発売された。
2010年、XLより2ndアルバム『The Monitor』をリリース。リンカーンの演説からスタートするこのアルバムは南北戦争をテーマにしたコンセプト・アルバムで、破格のスケールのパンクサウンドを実現させた。ハンプトン・ローズ海戦から148周年の3月9日が発売日で、アルバムタイトルもこの海戦で登場したアメリカ合衆国海軍初の装甲艦「モニター」からとられた。各音楽メディアが発表する年間ベストアルバムのリストでは、Spectrum Cultureで1位、ピッチフォークで10位となった。
2012年10月23日、前作から2年ぶりとなる3rdアルバム『Local Business』をXLからリリース。
2015年7月28日、4thアルバム『The Most Lamentable Tragedy』をMerge Recordsからリリース。
2018年3月2日、5thアルバム『A Productive Cough』をリリース。
2019年6月21日、6thアルバム『An Obelisk』をリリース。

## メンバー
- Patrick Stickles　—　ヴォーカル、ギター (2005–)
- Liam Betson　—　ギター (2006–2008, 2009, 2011–2013, 2016–)
- R.J. Gordoni　—　ベース (2016–)
- Chris Wilson　—　ドラムス (2016–)

## ディスコグラフィ
スタジオ・アルバム
- The Airing of Grievances (2008年, Troubleman Unlimited Records)
- The Monitor (2010年3月9日, XL Recordings)
- Local Business (2012年10月23日, XL Recordings)
- The Most Lamentable Tragedy (2015年7月28日, Merge)
- A Productive Cough (2018年3月2日, Merge)
- An Obelisk (2019年6月21日, Merge)